# Richard Sulík
Richard Sulík, né le 12 janvier 1968 à Bratislava, est un économiste et homme politique slovaque, fondateur du parti Liberté et solidarité (SaS) dont il est le président de 2009 à 2024.

## Parcours politique
Auteur de la réforme fiscale de 2003, qui institue l'impôt à taux unique de 19 %, il est conseiller des ministres des Finances Ivan Mikloš, de centre droit, et Ján Počiatek, de centre gauche. 
En 2009, il fonde le parti libéral Liberté et solidarité (SaS), et se présente aux élections législatives du 12 juin 2010. Son parti ayant remporté plus de 12 % des voix et 22 députés, se hissant directement à la troisième place, il est élu président du Conseil national de la République slovaque le 9 juillet suivant, à la suite de la formation d'une coalition de quatre partis de centre droit.
Sulik déclarz son opposition au Fonds européen de stabilité financière (FESF), son parti s'abstient lors du vote du 11 octobre 2011 sur l'augmentation de capital du FESF, scrutin auquel le gouvernement a lié une motion de confiance. Il est destitué le 13 octobre 2011, au profit du vice-président chrétien-démocrate du Parlement, Pavol Hrušovský, deux jours après la chute du gouvernement provoquée par l'abstention de SaS.
Lors des élections européennes de 2014, il est élu au Parlement européen, où il siège au sein du groupe de l'Alliance des démocrates et des libéraux pour l'Europe jusqu'en octobre 2014, avant de rejoindre le groupe des Conservateurs et réformistes européens.